# 22278 Протіч
22278 Протіч (22278 Protitch) — астероїд головного поясу, відкритий 2 вересня 1983 року.
Тіссеранів параметр щодо Юпітера — 3,384.